# Gary Kurtz
Gary Kurtz, född 27 juli 1940 i Los Angeles, Kalifornien, död 23 september 2018 i London, var en amerikansk Oscarnominerad filmproducent och assisterande regissör. 

## Urval av filmer
- Sista natten med gänget (1973) (med-producent)
- Stjärnornas krig (1977)
- Rymdimperiet slår tillbaka (1980)
- Den mörka kristallen (1982)